# Dan Snyder-emlékkupa
A Dan Snyder-emlékkupa egy díj, melyet az Ontario Hockey League-ben játszó játékos kaphat meg. Minden szezon végén kerül kiosztásra, azon játékosnak, akit kiemelkedővé tesz a humanitárius cselekedetei. A díjat Dan Snyderről nevezték el, aki egy autóbalesetben hunyt el 2003-ban nagyon fiatalon.

## A díjazottak
| Szezon    | Díjazott          | Csapat                |
| --------- | ----------------- | --------------------- |
| 2016–2017 | Garrett McFadden  | Guelph Storm          |
| 2015–2016 | Will Petschenig   | Saginaw Spirit        |
| 2014–2015 | Nick Paul         | North Bay Battalion   |
| 2013–2014 | Scott Simmonds    | Belleville Bulls      |
| 2012–2013 | Ben Fanelli       | Kitchener Rangers     |
| 2011–2012 | Andrew D'Agostini | Peterborough Petes    |
| 2010–2011 | Jack Walchessen   | Peterborough Petes    |
| 2009–2010 | Ryan Hayes        | Plymouth Whalers      |
| 2008–2009 | Chris Terry       | Plymouth Whalers      |
| 2007–2008 | Peter Stevens     | Kingston Frontenacs   |
| 2006–2007 | Andrew Gibbons    | Belleville Bulls      |
| 2005–2006 | Mike Angelidis    | Owen Sound Attack     |
| 2004–2005 | Jeff MacDougald   | Peterborough Petes    |
| 2003–2004 | Chris Campoli     | Erie Otters           |
| 2002–2003 | Michael Mole      | Belleville Bulls      |
| 2001–2002 | David Silverstone | Belleville Bulls      |
| 2000–2001 | Joey Sullivan     | Erie Otters           |
| 1999–2000 | Dan Tessier       | Ottawa 67's           |
| 1998–1999 | Ryan McKie        | Sudbury Wolves        |
| 1997–1998 | Jason Metcalfe    | London Knights        |
| 1996–1997 | Mike Martone      | Peterborough Petes    |
| 1995–1996 | Craig Mills       | Belleville Bulls      |
| 1994–1995 | Brad Brown        | North Bay Centennials |
| 1993–1994 | Brent Tully       | Peterborough Petes    |
| 1992–1993 | Keli Corpse       | Kingston Frontenacs   |